# كويلوز
كويلوز هي مدينة من مدن البرتغال. يبلغ عدد سكانها 78273 نسمة وذلك حسب إحصائيات سنة 2001. صُنفت كمدينة يوم 24 يوليو عام 1997، بموجب المرسوم بقانون رقم 88/97.

## أعلام
- كارلوتا خواكينا
- مانويلا برافو